# Salov S.p.A.
Die Salov S.p.A. (Società per Azioni Lucchese Olii e Vini) ist ein italienischer Speiseölehersteller. Das in Massarosa in der Provinz Lucca ansässige Unternehmen produziert, verarbeitet und vertreibt unter den Marken Filippo Berio und Sagra Natives Olivenöl Extra sowie weitere Oliven- und Speiseöle wie Sonnenblumen-, Erdnuss-, Mais- und Frittieröl in mehr als 60 Länder. In den USA hat Salov einen Marktanteil von 19 %, in Großbritannien von 23 % (Stand 2014). Das Unternehmen beschäftigt rund 250 Mitarbeiter und erwirtschaftete 2007 einen Umsatz von 330 Millionen Euro.

## Geschichte
Das bis zur Übernahme durch Bright Food in vierter Generation von der Besitzerfamilie Fontana geführte Unternehmen wurde 1919 durch eine Gruppe von Ölproduzenten und -händlern aus Lucca gegründet. Unter den Gründern waren auch die Erben von Filippo Berio mit dem 1869 gegründeten Familienunternehmen sowie die Familie Fontana.
Im Oktober 2014 gab der staatliche chinesische Lebensmittelhersteller Bright Food eine Vereinbarung zur mehrheitlichen Übernahme der Salov S.p.A. über seine Tochtergesellschaft Yimin No. 1 Foods bekannt.